# Trillium Report
Der Trillium Report (früher Trillium Diagnostik) wurde 2003 als medizinische Fachzeitschrift gegründet, die sich mit Innovationsmanagement in der Medizin befasst. Er war damit die erste medizinische Fachzeitschrift im deutschsprachigen Raum, die die Wiki-Technologie für kollaboratives Schreiben mit der Einführung im Jahr 2005 nutzte.

## Technik und Nutzen
Die Zeitschrift benutzt ein Content-Management-System. Das zugrunde liegende Programm Triki (= Trillium Wiki) wurde in PHP und JavaScript erstellt und benutzt MySQL als Datenbank. Nur eingeladene Autoren erhalten Zugang und werden von einem Redaktionsteam geführt. Ein automatisches Nachrichtensystem stellt sicher, dass jede Änderung von einem Koautor geprüft wird.
Dieses Konzept verhindert Vandalismus und stimuliert die Autoren zu kontinuierlicher Bearbeitung der Texte.

## Wissenschaftliche Aspekte
Das Triki-Benachrichtigungssystem benutzt den Algorithmus der so genannten floating couples: Bei Änderungen eines Kapitels wird immer der vorletzte Autor benachrichtigt, sofern er nicht identisch mit dem letzten Autor ist. Ein Link führt den benachrichtigten Autor an die zuletzt geänderte Stelle im Artikel. Dieses Prinzip soll sicherstellen, dass jede Änderung von einem Koautor überprüft wird. Abhängig von der Zugriffsfrequenz kann der Text im Zeitraum zwischen Benachrichtigung und nächstem Zugriff bereits mehrfach geändert worden sein, so dass sich jeweils unterschiedliche „Paare“ von Autoren und Koautoren bilden.